# Beszterczey Attila
Beczterczey Attila (Békéscsaba, 1979. június 14. –) magyar színész.

## Életpályája
A gyulai Erkel Ferenc Gimnáziumban érettségizett. 2001-ben végzett a Gór Nagy Mária Színitanodában. Két évig a Vígszínház, 2004-ben a Centrál Színház társulatába került, majd négy év elteltével 2008-ban a Soproni Petőfi Színház és a Turay Ida Színház tagja lett. 2013-2020 között az Újszínház színésze volt. Rendszeresen szinkronizál is. 2021-től a Békéscsabai Jókai Színház és a Szegedi Pince Színház társulatának tagja.
2025-ben a Színház- és Filmművészeti Egyetem drámainstruktor szakán szerzett diplomát.

## Színházi szerepeiből
- Várkonyi-Béres : Egri csillagok…Jumurdzsák
- Szabó Magda: Kígyómarás…Tóth János
- William Shakespeare : Macbeth…Macbeth
- William Shakespeare: Rómeó és Júlia... Benvolio
- William Shakespeare: A makrancos hölgy... Curtis
- Mark Twain: Tom Sawyer kalandjai... Mark Robinson
- Arthur Miller: Édes fiaim... Frank Lubey
- N. Richard Nash: Az esőcsináló... Jim Curry
- Ariano Suassuna: A kutya testamentuma... Manuel
- Dale Wasserman: La Mancha lovagja... Borbély
- Olt Tamás: Abszint… Férfi
- Carlo Goldoni: Házasság Palermoban…Brighella
- Pozsgai Zsolt : Szeretlek, Faust…Mindszenty bíboros
- Georges Feydeau: Osztrigás Mici... Etienne; Emile, ikertestvérek
- Neil Simon: Legénylakás... Karl
- Vörösmarty Mihály: Csongor és Tünde... Duzzog, ördög; Fejedelem
- Fazekas Mihály – Schwajda György: Lúdas Matyi... Matyi
- Katona József: Bánk bán... Zászlós úr; 2. békétlen
- Móricz Zsigmond: Sári bíró... Tügyi koma
- Móricz Zsigmond – Miklós Tibor – Kocsák Tibor: Légy jó mindhalálig... Gimesi
- Molnár Ferenc: A doktor úr... Második rendőr
- Németh László: Bodnárné... Bodnár Péter
- Hubay Miklós – Ránki György – Vas István: Egy szerelem három éjszakája... Gáspár
- Rideg Sándor: Indul a bakterház... Marhakereskedő
- Csurka István: Döglött aknák... Ápoló
- Schönthan testvérek – Kellér Dezső – Horváth Jenő – Szenes Iván: A szabin nők elrablása... Korpássy, titkár
- Vajda Anikó: Nem tudok élni nélküled... Patrik, pincérfiú
- Howard Lindsay – Russel Crouse – Richard Rodgers – Oscar Hammerstein: A muzsika hangja... Steinhardt, SS-tiszt
- Huszka Jenő: Bob herceg... Harangozó
- Charles Perrault – Nyírő Beáta: Csipkerózsika... Királyfi
- Grimm fivérek: Holle anyó... Hollókirály
- Grimm fivérek – Nyírő Beáta: A suszter manói... Suszter
- Bozsó József: Mátyás és a Bolondkirály... Mujkó, a bolond
- Szőke István Atilla: Országjáró Mátyás király... Negyedik főúr
- Benedek Elek – Wichmann Ákos – Pesty-Nagy Kati – Kocsák Tibor: Tűzrőlpattant Tündérország... Hunor; Hamar Mózsi

## Filmes és televíziós szerepei
- Hazatalálsz (2024)
- Brigi és Brúnó (2023)
- Jóban Rosszban[10] (2018–2019)
- X – A rendszerből törölve (2018)
- Kémek küldetése (2016)
- Munkaügyek (2013)
- Barátok közt (2012)
- Tűzvonalban (2008)
- A nap utcai fiúk (2007)
- Sorstalanság (2005)
- Zsaruvér és csigavér 2: Több tonna kámfor (2002)
- Szomszédok (1999)